# Les Enquêtes de Foyle
Les Enquêtes de Foyle (titre original Foyle's War) est une série télévisée dramatique policière britannique se déroulant pendant et peu après la Seconde Guerre mondiale, créée par le scénariste et auteur de Inspecteur Barnaby Anthony Horowitz et commandée par ITV après la fin de la longue série Inspecteur Morse en 2000. La diffusion a commencé sur ITV en octobre 2002. Le directeur des programmes d'ITV, Simon Shaps, a annulé Foyle's War en 2007, mais Peter Fincham (le remplaçant de Shaps) a relancé le programme après de bonnes audiences pour la cinquième série de 2008. Le dernier épisode a été diffusé le 18 janvier 2015, après huit séries.
Le surintendant-détective principal Christopher Foyle (Michael Kitchen), veuf, est calme, méthodique, sagace, scrupuleusement honnête et souvent sous-estimé par ses ennemis. Beaucoup de ses affaires concernent le profit, le marché noir et le meurtre, et il est souvent appelé à arrêter des criminels qui profitent de la confusion créée par la guerre. Bien que Foyle se heurte souvent à de hauts responsables de l'armée ou des services de renseignement britanniques qui préféreraient qu'il s'occupe de ses propres affaires, il réclame justice avec ténacité. Tout au long de la série, il est assisté de son chauffeur, Samantha "Sam" Stewart (Honeysuckle Weeks) et du sergent-détective Paul Milner (Anthony Howell).
Les six premières saisons se déroulent pendant la Seconde Guerre mondiale à Hastings, dans le Sussex, en Angleterre, et dans la septième saison, Foyle travaille, après sa retraite, pour le MI5 sur l'espionnage de la guerre froide. Les histoires sont largement autonomes. Il y a quelques éléments de l'intrigue en cours, impliquant principalement la carrière du fils de Foyle, Andrew Foyle (Julian Ovenden) – un pilote de chasse dans la Royal Air Force – ou les relations de Foyle avec des personnages mineurs. Chaque épisode dure de 90 à 100 minutes, remplissant une tranche horaire de deux heures sur ITV lorsque les publicités sont incluses.

## Production
Dans un article de journal et une interview accompagnant le DVD de la première saison, Horowitz explique qu'il cherchait un nom évoquant le début des années 1940. Il pensa à la librairie Foyles de Charing Cross Road à Londres, autrefois connue pour ses pratiques commerciales archaïques et à sa propriétaire, Christina Foyle ; Christopher était le prénom masculin le plus proche de Christina. Après la mort de Christina Foyle, le contrôle de Foyles est passé en 1999 à son neveu Christopher. Christopher Foyle a fait une apparition dans l'épisode "Bad Blood", bien que sa scène ait été coupée des diffusions PBS aux États-Unis. 
La série se distingue également par son attention portée aux détails historiques, et le drame est souvent rythmé par les événements historiques de la Seconde Guerre mondiale. Horowitz considérait que pour honorer les anciens combattants de la guerre, il était important de préciser les détails. Au fur et à mesure que la série progressait, il s'intéressa davantage au format « meurtre et mystère » qu'à la représentation de l'histoire et de l'exploration du front intérieur. Néanmoins, l'Imperial War Museum est crédité à titre consultatif dans certains épisodes.
St Just, sur Croft Road, Hastings, a été utilisé comme emplacement pour la maison de Foyle.

### Annulation et relance
Après cinq saisons, Foyle's War est brusquement annulée par le directeur des programmes d'ITV, Simon Shaps, ce qui force Horowitz à abandonner les scénarios se déroulant pendant la majeure partie de 1943 et 1944, entraînant des sauts de temps de neuf mois à un an entre les épisodes ; les saisons précédentes avaient des interruptions d'un mois au maximum. En avril 2008, le présumé dernier épisode, « All Clear » (au cours duquel la fin de la guerre est annoncée), est diffusé.
Le 9 avril 2008, cependant, ITV annonce qu'elle négocie avec Horowitz et Greenlit Productions pour relancer la série et poursuivre les aventures de Foyle au-delà du Jour de la Victoire en Europe ; certains observateurs des médias voient les chiffres d'audience élevés de l'avant-dernier épisode (une part d'audience de 28 pour cent) le 13 avril comme un argument en faveur de la poursuite de la série. Lorsque les chiffres d'audience du dernier épisode sont publiés (28 pour cent et une moyenne de 7,3 millions de téléspectateurs), ITV confirme avoir entamé de « premières discussions » avec Horowitz et Greenlit. Les négociations conduisent à la remise en service de Foyle's War pour trois saisons supplémentaires. Le tournage de la sixième saison commence en février 2009 et est diffusé à la télévision britannique le 11 avril 2010 La septième saison est tournée en Irlande et à Londres de fin août à décembre 2012 et diffusée au Royaume-Uni en mars et avril 2013 La saison huit, comportant trois épisodes de deux heures, est diffusés au Royaume-Uni en janvier 2015. 

## Personnages et distribution
Pour une liste complète des personnages et des acteurs, voir « Les Enquêtes de Foyle » (présentation de l'œuvre), sur l'Internet Movie Database.
- Michael Kitchen dans le rôle du surintendant-détective Christopher Foyle
- Honeysuckle Weeks dans le rôle du chauffeur automobile Samantha Stewart
- Anthony Howell comme sergent-détective, plus tard inspecteur-détective, Paul Milner

## Épisodes

### Saison 1
- L'Allemande
- La plume blanche
- Éducation au meurtre
- L'art du crime

### Saison 2
- Cinquante navires
- En infiltration
- Les grandes manœuvres
- Les planqués

### Saison 3
- La grande illusion
- Vives tensions
- Dans les champs
- La guerre des nerfs

### Saison 4
- Débarquement américain
- Coup de sang
- Triste hiver
- Victimes collatérales

## Diffusion internationale
- Afrique - La série est diffusée à partir de 2009 sur le service payant DStv (diffusé depuis l'Afrique du Sud) sur Universal Channel[11].
- Australie - Diffusé sur ABC, avec rediffusion sur Seven Network
- Canada - Diffusé en Ontario sur TVOntario et en Colombie-Britannique sur Knowledge Network
- Finlande - Diffusé sur YLE1 ; séries sept et huit diffusées en 2015-2016
- France - Diffusé sur Polar+ ; séries une à quatre diffusées en 2023-2024
- Suède - Diffusé sur TV8.se, SVT et TV4
- États-Unis – Diffusé sur PBS[12]. Les saisons 1 à 8 sont disponibles en streaming sur Acorn TV et occasionnellement sur Netflix (la dernière diffusion en 2014-2017) via un abonnement payant. Acorn Media a engagé Cre-a-TV pour reconditionner Foyle's War en épisodes en deux parties à diffuser dans les plages horaires de PBS. Les épisodes ont été transmis par satellite au système de télévision publique par l'ancienne filiale de PBS KCET à Los Angeles (maintenant une station indépendante), et les chaînes de télévision publiques ont commencé à rediffuser la série à l'automne 2011. Chaque épisode a été diffusé en deux parties, chacune dans une tranche horaire d'une heure (généralement séparée d'une semaine), et chaque partie a duré environ 50 minutes.

## Récompenses
Foyle's War a été nommé dans la catégorie Meilleur design de production pour les BAFTA Television Awards 2003 et a remporté le Lew Grade Award du meilleur programme de divertissement cette année-là. La série a été nommée pour le prix BAFTA de la meilleure série dramatique 2004. Cette année-là, Honeysuckle Weeks a été nommé pour le prix du nouveau venu le plus populaire des 10e National Television Awards[réf. nécessaire].

## Médias

### Sorties DVD
Au Royaume-Uni, les quatre premières saisons de Foyle's War ont été publiées sous forme de deux DVD de deux disques par saison, avec deux épisodes chacun et des titres d'épisode au lieu de numéros de série. En mars 2007, le distributeur britannique et américain Acorn Media a commencé à rééditer les séries 1 à 3 sous forme de DVD de quatre disques pour le Royaume-Uni (comme ils l'avaient fait aux États-Unis) et à les étiqueter avec des numéros de série. Un coffret complet de la série est disponible.
| Séries/ensembles de DVD | Séries TV | Épisodes | Diffusé à l'origine | Sortie DVD                                                        | Sortie DVD            | Sortie DVD | Sortie DVD |
| Séries/ensembles de DVD | Séries TV | Épisodes | Diffusé à l'origine | Royaume-Uni (Région 2)                                            | États-Unis (Région 1) | Disques    |            |
| ----------------------- | --------- | -------- | ------------------- | ----------------------------------------------------------------- | --------------------- | ---------- | ---------- |
| 1                       | 1         | 4        | Oct–Nov 2002        | 2+2 disc release: 10 February 2003 Réédité le 7 mars 2007         | 11 mars 2003          | 4          |            |
| 2                       | 2         | 4        | Nov–Dec 2003        | 2+2 disc release: 9 February 2004 Réédité : 12 mars 2007          | 20 juillet 2004       | 4          |            |
| 3                       | 3         | 4        | Oct–Nov 2004        | 2+2 disc release: 7 March 2005 Réédité : 11 juin 2007             | 1er novembre 2005     | 4          |            |
| 4                       | 4         | 4        | Jan 2006 - Apr 2007 | 2-disc release: 9 Oct 2006 , 16 April 2007 Réédité : 11 juin 2007 | 17 juillet 2007       | 4          |            |
| 5                       | 5         | 3        | Jan - Apr 2008      | 28 avril 2008                                                     | 5 août 2008           | 3          |            |
| 6                       | 6         | 3        | Apr 2010            | 26 avril 2010                                                     | 1er juin 2010         | 3          |            |
| 7                       | 7         | 3        | Mar & Apr 2013      | 15 mai 2013                                                       | 24 septembre 2013     | 3          |            |
| 8                       | 8         | 3        | Jan 2015            | 19 janvier 2015                                                   | 14 avril 2015         | 3          |            |

### Sorties Blu-ray
Toutes les saisons, sauf les deux dernières, sont sorties sur Blu-ray en Australie (tous les disques sont sans région). Bien qu'il puisse sembler que le coffret « collection complète » comprend sept saisons, seules les six premières saisons sont incluses. Cela est dû au fait qu'Icon Entertainment a publié les parties 1 et 2 de la série quatre en tant que saisons 4 et 5 respectivement. Par conséquent, après la quatrième saison, la numérotation des saisons australiennes est supérieure d'une unité à celle de la série incluse dans la version.
| Saisons/ensembles Blu-ray | Séries TV        | Épisodes | Diffusé à l'origine | Sortie Blu-ray     | Sortie Blu-ray        | Sortie Blu-ray | Sortie Blu-ray |
| Saisons/ensembles Blu-ray | Séries TV        | Épisodes | Diffusé à l'origine | Aus (Région B)     | États-Unis (région A) | Disques        |                |
| ------------------------- | ---------------- | -------- | ------------------- | ------------------ | --------------------- | -------------- | -------------- |
| 1                         | 1                | 4        | Oct–Nov 2002        | 7 juillet 2010     | n / A                 | 2              |                |
| 2                         | 2                | 4        | Nov–Dec 2003        | 7 juillet 2010     | n / A                 | 2              |                |
| 3                         | 3                | 4        | Oct–Nov 2004        | 4 août 2010        | n / A                 | 2              |                |
| 4 et 5                    | 4 parties 1 et 2 | 4        | Jan 2006 - Apr 2007 | 4 août 2010        | n / A                 | 2              |                |
| 6                         | 5                | 3        | Jan - Apr 2008      | 1er septembre 2010 | n / A                 | 2              |                |
| 7                         | 6                | 3        | Apr 2010            | 1er septembre 2010 | n / A                 | 2              |                |
| 8                         | 7                | 3        | Mar & Apr 2013      | n / A              | 24 septembre 2013     | 2              |                |
| 9                         | 8                | 3        | Jan 2015            | n / A              | 14 avril 2015         | 2              |                |

### Autres publications
Le Hastings Borough Council et Rod Green ont produit des livres pour accompagner la série populaire et ceux-ci explorent les coulisses et célèbrent certains aspects de la série. Les auteurs notables de la ville au cours de cette période et qui sont reconnus dans ces livres comme offrant des informations complémentaires sont Nathan Dylan Goodwin, Victoria Seymour et Mary Haskell Porter.
- Foyle's Hastings, Hastings Borough Council, 2006 (No ISBN available)
- Foyle's Hastings, Hastings Borough Council, 2006 (updated version),  (ISBN 0-901536-08-3)
- The Real History Behind Foyle's War, Green, R., (2e éd.), 2010,  (ISBN 978-1847325426)

## Remarques
1. ↑  "Production Notes", Series Four DVD extras.
2. ↑  "Production Notes", Series Five DVD extras.